# Hogna ternetzi
Hogna ternetzi är en spindelart som först beskrevs av Cândido Firmino de Mello-Leitão 1939. 
Hogna ternetzi ingår i släktet Hogna och familjen vargspindlar. Artens utbredningsområde är Paraguay. Inga underarter finns listade i Catalogue of Life.